# Maisoncelle-Tuilerie
Maisoncelle-Tuilerie är en kommun i departementet Oise i regionen Hauts-de-France i norra Frankrike. Kommunen ligger i kantonen Froissy som tillhör arrondissementet Clermont. År 2022 hade Maisoncelle-Tuilerie 287 invånare.

## Befolkningsutveckling
Antalet invånare i kommunen Maisoncelle-Tuilerie
| Referens: INSEE |